# Core 'ngrato (spettacolo teatrale)
Core 'ngrato (in italiano Cuore ingrato) è il primo sketch che Franco & Ciccio hanno interpretato insieme a teatro. Si basava sull'omonima canzone, scritta da Cardillo e Cordiferro.

## Lo sketch
I due comici palermitani esordirono con questo spettacolo nel teatro Costa di Castelvetrano nel 1954. Il loro debutto fu del tutto casuale. La compagnia teatrale di Pasquale Pinto si era spostata da Napoli a Palermo senza un attore, Nino Formicola, che si era ammalato. Il capocomico Giuseppe Pellegrino, per sostituirlo, si rivolse a Ciccio. Ingrassia, però, era tornato a lavorare come calzolaio e inizialmente rifiutò, proponendo di contattare Franco, che aveva conosciuto poco prima e apprezzava.
Pellegrino non era convinto della scelta, in quanto avrebbe dovuto ingaggiare uno sconosciuto che non era neanche un vero attore, e contropropose a Ciccio di ingaggiarli insieme. A questo punto entrambi furono assunti dalla compagnia. Ciccio dovette lavorare non poco sul compagno per prepararlo allo spettacolo: Franco non aveva né padronanza dell'italiano né delle tecniche teatrali. Il giovane attore però ebbe un'idea che rese lo spettacolo un successo: «Senta, perché lei non entra in scena e si mette a cantare poi entro io e la disturbo?» chiese al compagno prima di entrare in scena. Ciccio si convinse e i due entrarono in scena.
(Franco Franchi in un'intervista realizzata negli anni ottanta)
Il numero durò inizialmente appena cinque minuti, ma in seguito fu allungato di quattro minuti per le richieste del pubblico. Dopo averlo portato in giro per la Sicilia, Franco & Ciccio riuscirono ad interpretarlo anche al Salone Margherita di Napoli, riscuotendo anche lì un grande successo.